# کری جونز (بازیکن فوتبال)
کری جونز (انگلیسی: Carrie Jones؛ زادهٔ ۴ سپتامبر ۲۰۰۳) بازیکن فوتبال اهل بریتانیا است.
از باشگاه‌هایی که در آن بازی کرده‌است می‌توان به باشگاه فوتبال زنان منچستر یونایتد اشاره کرد.
وی همچنین در تیم‌های ملی فوتبال Wales women's national under-15 football team, Wales women's national under-17 football team، و زنان ولز بازی کرده‌است.